# پتسی کلی
پتسی کلی (انگلیسی: Patsy Kelly؛ ۱۲ ژانویهٔ ۱۹۱۰ – ۲۴ سپتامبر ۱۹۸۱) بازیگر اهل ایالات متحده آمریکا بود.
از فیلم‌ها یا برنامه‌های تلویزیونی که وی در آن نقش داشته است می‌توان به بچه رزماری، جمعه عجیب و ستاره‌ای انتخاب کن اشاره کرد.